# Stefan Jagsch
Stefan Jagsch (Hanau, 8 de Agosto de 1986) é um vendedor de automóveis e político neonazista alemão, atualmente prefeito do povoado de Waldsiedlung, em Hessen. Ele é filiado ao partido ultranacionalista Nacional Democrata (NPD). 